# Lancer du marteau féminin aux Jeux olympiques d'été de 2016
Pour un article plus général, voir Athlétisme aux Jeux olympiques d'été de 2016.
Navigation
Londres 2012 Tokyo 2020
L'épreuve du lancer du marteau féminin aux Jeux olympiques de 2016 se déroule les 12 et 15 août 2016 au Stade olympique de Rio de Janeiro, au Brésil. Elle est remportée par la Polonaise Anita Włodarczyk qui établit un nouveau record du monde avec 82,29 m.

## Résultats

### Finale
| Médaille d'or      | Anita Włodarczyk    | Pologne         | 76.35 | 80.40 | 82.29 | X     | 81.74 | 79.60 | 82.29 | WR, OR |
| Médaille d'argent  | Zhang Wenxiu        | Chine           | 75.06 | 74.04 | 76.19 | 74.65 | 76.75 | 70.93 | 76.75 | SB     |
| Médaille de bronze | Sophie Hitchon      | Grande-Bretagne | X     | 73.29 | 71.73 | 72.28 | 72.89 | 74.54 | 74.54 |        |
| 4                  | Betty Heidler       | Allemagne       | 71.38 | 69.24 | 69.84 | 72.71 | 73.71 | X     | 73.71 |        |
| 5                  | Zalina Marghieva    | Moldavie        | 69.01 | X     | 72.38 | 73.50 | 72.96 | 70.24 | 73.50 |        |
| 6                  | Amber Campbell      | États-Unis      | 68.18 | 68.85 | 70.20 | 70.57 | 72.74 | 71.09 | 72.74 |        |
| 7                  | Hanna Malyshchyk    | Biélorussie     | 66.58 | X     | 70.38 | 70.60 | 69.68 | 71.90 | 71.90 |        |
| 8                  | DeAnna Price        | États-Unis      | 68.12 | X     | 70.95 | X     | 61.95 | 69.18 | 70.95 |        |
| 9                  | Joanna Fiodorow     | Pologne         | 69.87 | X     | 68.63 |       |       |       | 69.87 |        |
| 10                 | Rosa Rodríguez      | Venezuela       | 67.94 | 66.87 | 69.26 |       |       |       | 69.26 |        |
| 11                 | Alexandra Tavernier | France          | X     | 65.18 | X     |       |       |       | 65.18 |        |
| –                  | Wang Zheng          | Chine           | X     | X     | X     |       |       |       | NM    |        |

### Qualifications
- limite de qualification ficée à 72,00 m (Q) ou les 12 meilleurs lancers (q)

| Rang | Groupe | Athlète                    | Pays            | #1    | #2    | #3    | Marque | Notes |
| ---- | ------ | -------------------------- | --------------- | ----- | ----- | ----- | ------ | ----- |
| 1    | A      | Anita Wlodarczyk           | Pologne         | 76.93 | –     | –     | 76.93  | Q     |
| 2    | B      | Zhang Wenxiu               | Chine           | x     | 70.72 | 73.58 | 73.58  | Q     |
| 3    | A      | Rosa Rodriguez             | Venezuela       | X     | 69.34 | 72.41 | 72.41  | Q     |
| 4    | B      | Joanna Fiodorow            | Pologne         | 71.77 | 71.59 | 69.29 | 71.77  | q     |
| 5    | A      | Zalina Marghieva           | Moldavie        | 68.80 | 71.72 | 70.90 | 71.72  | q     |
| 6    | B      | Betty Heidler              | Allemagne       | 71.17 | 66.62 | 68.60 | 71.17  | q     |
| 7    | B      | Amber Campbell             | États-Unis      | 71.09 | X     | X     | 71.09  | q     |
| 8    | B      | Hanna Malyshchyk           | Biélorussie     | X     | 64.69 | 71.12 | 71.12  | q     |
| 9    | A      | Deanna Price               | États-Unis      | 69.25 | 69.52 | 70.79 | 70.79  | q     |
| 10   | A      | Zheng Wang                 | Chine           | 68.91 | 70.60 | X     | 70.60  | q     |
| 11   | B      | Sophie Hitchon             | Grande-Bretagne | X     | 70.37 | 68.68 | 70.37  | q     |
| 12   | A      | Alexandra Tavernier        | France          | X     | 68.42 | 70.30 | 70.30  | q     |
| 13   | B      | Hanna Skydan               | Azerbaïdjan     | 67.05 | 68.98 | 70.09 | 70.09  |       |
| 14   | A      | Gwen Berry                 | États-Unis      | 68.07 | X     | 69.90 | 69.90  |       |
| 15   | B      | Malwina Kopron             | Pologne         | 69.31 | 69.69 | X     | 69.69  |       |
| 16   | A      | Liu Tingting               | Chine           | 67.40 | 69.14 | 63.35 | 69.14  |       |
| 17   | A      | Katerina Safrankova        | Tchéquie        | 66.52 | 68.33 | 65.30 | 68.33  |       |
| 18   | B      | Kathrin Klaas              | Allemagne       | 67.92 | 64.89 | 67.01 | 67.92  |       |
| 19   | A      | Martina Hrasnova           | Slovaquie       | 67.63 | 66.10 | 64.32 | 67.63  |       |
| 20   | A      | Alena Sobaleva             | Biélorussie     | x     | 66.71 | 67.06 | 67.06  |       |
| 21   | B      | Tuğçe Şahutoğlu            | Turquie         | 65.47 | 67.05 | 61.92 | 67.05  |       |
| 22   | A      | Iryna Novozhylova          | Ukraine         | 66.70 | X     | 65.15 | 66.70  |       |
| 23   | B      | Marina Marghieva-Nikisenko | Moldavie        | 65.19 | 63.82 | 65.10 | 65.19  |       |
| 24   | A      | Steacy Heather             | Canada          | 66.01 | X     | 63.78 | 66.01  |       |
| 25   | B      | Amy Sene                   | Sénégal         | 64.83 | X     | 60.91 | 64.83  |       |
| 26   | A      | Kıvılcım Kaya Salman       | Turquie         | X     | X     | 64.79 | 64.79  |       |
| 27   | B      | Jennifer Dahlgren          | Argentine       | 63.03 | X     | X     | 63.03  |       |
| 28   | B      | Iryna Klymets              | Ukraine         | 62.00 | X     | 62.75 | 62.75  |       |
| 29   | A      | Charlene Woitha            | Allemagne       | X     | X     | 62.50 | 62.50  |       |
| 30   | A      | Daina Levy                 | Jamaïque        | X     | 60.35 | X     | 60.35  |       |
| 31   | B      | Nataliya Zolotukhina       | Ukraine         | 56.60 | X     | 56.96 | 56.96  |       |
| 32   | B      | Yirisleydi Ford            | Cuba            | 10.91 | X     | X     | 10.91  |       |

## Légende
Records et Performances
- AR : Record continental (area record)
- CR : Record des championnats (championship record)
- MR : Record du meeting (meet record)
- NR : Record national (national record)
- OR : Record olympique (olympic record)
- PR : Record paralympique (paralympic record)
- PB : Record personnel (personal best)
- SB : Meilleure performance personnelle de la saison (season's best)
- WL : Meilleure performance mondiale de l'année (world leader)
- WJR : Record du monde junior (world junior record)
- WR : Record du monde (world record)

Circonstances et Conditions
- DNF : N'a pas terminé (did not finish)
- DNS : N'a pas pris le départ (did not start)
- DQ : Disqualification (disqualification)
- NM : Aucun essai valable enregistré (No Mark)
- Q : Qualifié « directement » au prochain tour (ou à la prochaine compétition), lors d'une compétition majeure, grâce au classement ou à la réalisation des minima (automatic qualifier)
- q : Qualifié au prochain tour (ou à la prochaine compétition), lors d'une compétition majeure, grâce au repêchage ou à la réalisation de l'une des meilleures performances parmi celles des « non qualifiés directement » (grâce au meilleur temps ou à la meilleure distance par exemple) (secondary qualifier)